# حمید ناتر
حمید ناتر (عربی: حمید ناتر؛ زادهٔ ۳۰ دسامبر ۱۹۸۰) بازیکن فوتبال اهل مراکش است.
وی به‌همراه تیم ملی فوتبال مراکش در بازی‌های المپیک تابستانی ۲۰۰۰ حضور داشته است. 